# Цуциев, Борис Александрович
Борис Александрович Цуциев (16 июня 1900 года, село Слас, Терская область — август 1977 года, Орджоникидзе, Северо-Осетинская АССР) — осетинский учёный, заслуженный деятель науки Северо-Осетинской АССР, один из старейших профессоров Северо-Осетинского государственного университета, сыгравший значительную роль в развитии высшего образования в Северной Осетии.

## Биография
Родился в июне 1900 года в селе Слас в многодетной бедной крестьянской семье. В 1906 году у него умер отец. После окончания местной церковно-приходской школы с десятилетнего возраста трудился чабаном. В 1915 году окончил школу в селе Нар, после которой трудился разнорабочим во Владикавказе, Кисловодске, затем — на нефтяных промыслах в Грозном. С 1918 года служил в Красной Армии. С 1919 года скрывался от белогвардейцев в горах.
С 1920 года — учитель начальных классов школы в селе Нар, избирался заместителем председателя Нарского сельсовета, с 1921 года — преподавал в селе Хетаг, затем работал в Гизельском окружном райисполкоме, секретарём судебно-земельной комиссии, уполномоченным ГПУ Гизельдонского округа. Вступил в ВКП(б).
В последующем по направлению Совнаркома Северо-Осетинской АССР обучался в Коммунистическом университете трудящихся Востока. Через год обучения был отозван на родину, где стал трудиться ответственным работником партийной организации Северной Туалетии, секретарём Правобережного окружного комитета партии.
С сентября 1929 года обучался в Академии коммунистического воспитания имени Крупской, по окончании которой в 1932 году стал преподавать в Северо-Осетинском педагогическом институте. С 1932 года — заведующий учебной части института, с 1934 года — декан исторического факультета, с 1936 года — заместитель директора по учебной части. С 1938 до 1971 года — заведующий кафедрой политической экономии. В 1938 году получил научную степень доцента, в 1947 году — степень кандидата наук.
В годы Великой Отечественной войны — комиссар одного из батальонов при строительстве фортификационных сооружений около Владикавказа, политрук роты народного ополчения.
Преподавал в Северо-Осетинском университете до 1971 года. С 1962 года проживал в доме № 16 по Набережной улице. Скончался в августе 1977 года. Похоронен на Осетинском кладбище. Его могила является объектом культурного наследия регионального значения.
Основные сочинения
- Очерки экономического и культурного развития Северо-Осетинской АССР: (В свете ленинско-сталинских принципов размещения производит. сил). — Дзауджикау: Гос. изд. Сев.-Осет. АССР, 1952. — 208 с.
- Экономика и культура Северной Осетии [Текст]. — Орджоникидзе : [Сев.-Осет. кн. изд-во], 1967. — 279 с. : ил.; 22 см.
- Экономическое и культурное развитие Северной Осетии за годы Советской власти.

Награды
- Орден «Знак Почёта»
- Медаль «За оборону Кавказа»
- Медаль «За трудовую доблесть»
- Почётная Грамота Верховного Совета Северо-Осетинской АССР